# Карбовское (Винницкая область)
Карбовское (укр. Карбівське) — посёлок, входит в Гайсинский район Винницкой области Украины.
Население по переписи 2001 года составляло 143 человека. Почтовый индекс — 23700. Телефонный код — 04334. Занимает площадь 0,613 км². Код КОАТУУ — 520884206.

## Местный совет
Карбовское входит в состав Метлинецкого сельского совета.
Адрес местного совета: 23720, Винницкая обл., Гайсинский р-н, с. Метлинцы, ул. К. Маркса.